# 와이씨 (기업)
주식회사 YC는 대한민국의 반도체 검사 장비 기업이다.

## 역사
일본 요코가와전기 사업부의 한국 법인인 요코가와인스트루먼트코리아를 2012년 샘텍이 인수하였고 와이아이케이로 불리다가 2024년 현재의 사명으로 변경하였다
2019년부터 한국거래소로부터 ‘코스닥 라이징스타’ 기업으로 선정되고 있다.

## 사업
고속 메모리테스터 검사장비 등을 제조하며 2대 주주인 삼성전자로부터 매출의 95%가 나온다. 관계사로 엑시콘와 DHK솔루션이 있다.

## 같이 보기
- 삼성전자
- 엑시콘